# Rudimental
Rudimental је британска музичка група. Основана је 2009, док међународну славу стичу 2012. синглом Feel the Love уз Џона Њумана, која је заузела врх топ-листе . Наредне године објавили су дебитантски студијски албум Home (2013), који се нашао на врху топ-листе UK Albums Chart.

## Дискографија
- (2013)
- (2015)
- (2019)
- (2021)